# Рождество Богородицы в славянской традиции

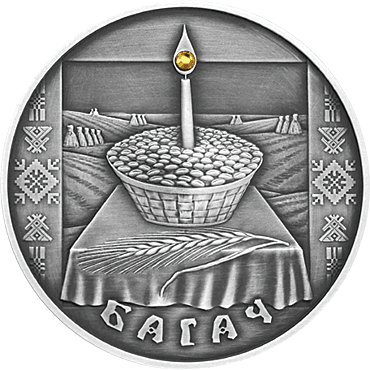
Белорусское название праздника — «Багач», от слова богатый

Рождество Богородицы (Осенины) — в славянской народной традиции праздник урожая, встречи осени, гостевания и угощения, приходящийся на 8 (21) сентября. К этому времени крестьяне завершали полевые работы: жатву, вывоз хлеба в овины, уборку льна. В некоторых местах совершались поминки по мёртвым, как в Дмитриевскую субботу.

## Другие названия праздника
рус. Вторые осенины, Оспожинки, Госпожинки, Праздник урожая, Малая Пречистая, Вторая Пречистая, Вторая встреча осени, Богородицын день, Пасекин день, Пасиков день (Пенз., Сарат.), Луков день (Яросл., Вологод.), Аспосов день, Вторые осенины, Спосов день (рязан.), Аспожка, Аспасов день, Спасова, Женское Рождество (прикам.), Праздник Рожаниц; бел. Багач, Багатнік, Багатуха, Малая Прачистая, Спожка, Другі святок, Бога́ч; укр. Друга Пречиста, Мати Пречиста, Різдво богородиці, Сватання, Заручини; пол. Bogarodzica, Dzień Narodzin Najswiqtszej Panny Siewnej, Gruszki, Gruszkowy odpust, Jablka, Jabłkowy odpust, Matka Boska Siewna, Matka Boska Żytosiewna, Matki Boskiej Siewnej, Narodzenie Maryi, Narodzenie Najświętszej Marii Panny, Odpust Matki Boskiej Siewnej, Siewna, Węgorzowy odpust; морав. и чеш. Narození Panny Marie, Panenka Márie, Matka Bozi (Semenná); словац. Zelinová Раnna Maria, Set'ová Panna Maria, Vel'ká Mara, Mala Mara; серб. Мала Госпоjина, Мала Госпоине; макед. Мала Богороица; болг. Малка Богородица (Богройца), Мала Госпа, Малка черква (чорква); хорв. sveta Marija mala; словен. mali šmaren, mala maša, mala gospojnica, Marijino rojstvo.

## У восточных славян

### Начало осени
В Заонежье в некоторых деревнях молодёжь гадала, когда выезжала на острова для проведения молодёжного праздника в честь завершения жатвы.
Кое-где в Белоруссии «другую Пречистую Матерь Божию» считали первым осенним днём.

### Возжигание огня
Встреча осени в некоторых местностях отмечается обновлением в избе огня: старый огонь гасят и зажигают новый, который добывают ударами кремня или трением дерева.
Белорусское название праздника «Засідкi» говорит о том, что с этого дня позволяется сидеть в доме с огнём. Засидки устраиваются с 8 по 14 сентября включительно; в них принимают участие слесари, бочары, столяры и вообще те, кто после 14 сентября (Воздвиженье) начинает заниматься каким-либо мастерством.

### Почитание женщин
Рано утром женщины выходили к берегам озёр и прудов встретить матушку Осенину овсяным хлебом и киселём. Старшая женщина стоит с хлебом, а молодые вокруг неё поют песни. Затем разламывают хлеб на куски по числу присутствующих и кормят им домашний скот.
Женщины произносили заговорные слова: «Богородица Пречистая, избави от маеты, надсады, от других отведи, моё житие-бытие освети!» По обычаю в этот день все родные и знакомые ходили в гости к новобрачным, чтобы «поучить их уму-разуму».

### Посещение новобрачных
Ещё в начале XX века в этот день сходились к новобрачным все родные и знакомые, созванные «навестить молодых, посмотреть на их житье-бытье». После сытного обеда молодая хозяйка показывала в доме все своё хозяйство. Гости, по обыкновению, должны были хвалить и учить уму-разуму. Хозяин водил гостей на двор, показывал им в амбарах жито, в сараях летнюю и зимнюю упряжь, а в саду угощал пивом из бочонка приговаривая: «Аспосов день — поднесеньев день. Лей, лей, кубышка! Поливай, кубышка! Пейте, гости, пейте — хозяйского добришка не жалейте!».

### Застолье
Иногда в связи с окончанием сбора урожая устраивалась сельская братчина.
«Празднество это, в зависимости от урожая, отличается большим разгулом. При видимо благополучном результате жатвы „оспожинки“ справляются иногда в течение целой недели: чем урожайнее было лето, тем продолжительнее праздник. Это деревенское „пировство“ развертывается по всем правилам хлебосольства и со всеми приёмами гостеприимства по преданию и заветам седой старины и по возможности широко и разгульно».

## У западных славян

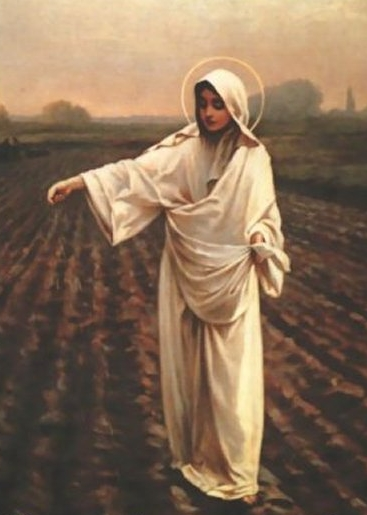
П. Стахевич. Богородица Сеющая (Matka Boska Siewna)

У поляков в этот день было принято делать первый посев озимых: высевают несколько горстей ржи из колосьев, освящённых в венке на Обжинки.
Чехи, моравы и словаки освящали в костёле пшеницу для посева или освящали букетики первых колосьев; и то и другое украшали цветами. По словацким поверьям, в этот день змеи уходят в землю — до Юрия. Верили, что какая погода будет на Рождество Богородицы, такая потом продержится ещё четыре недели. Словаки и чехи считали, что на Рождество Богородицы улетают ласточки (словац. Panny Marie narodenie, lastoviciek rozlucenie). Много примет и поверий связано с уборкой урожая: «Матерь Божья капустные головки складывает» (чеш. Matka Bozí hlávku (zelnou) slozí); «На Матерь Божью первые сливы в сушильне» (чеш. Na Matku Bozi prvni násyp trnek); «Малая Мария (Благовещенье) забрала хлеб, Большая дала хлеба» (чеш. Malá Mara chleba vzala, vel'ká Mara chleba dala).

## Поговорки и приметы
- «Будзь багаты, як восень!» (белорус.)[25].
- Осенины — вторая встреча осени[3].
- Луков день — с этого дня собирают лук с гряд (Яросл., Вологод.)[3].
- Пасиков день — убирают пчёл с пасек или пчёльников (Пенз., Сарат.)[3].
- Женщины встречают осень у воды[3].
- К новобрачным идёт в гости родня[3].